# Квашница
Квашница (пол. kwaśnica), или квасница — традиционное блюдо польской горской кухни, суп, приготовленный из квашеной капусты и мяса, часто с добавлением сушеных грибов, который обычно едят с картофелем или хлебом. Используется жирное мясо, грудинка, подчерёвок, свежий и копчёный. Это может быть как свинина или говядина, так и типичная для горской кухни баранина.
Хорошая квашница должна быть очень кислой, жир от мяса должен быть нейтрализован кислотой капусты. Суп подают с картофелем, сваренным отдельно, в отличие от щей, где картофель нарезают мелкими кубиками и варят в супе. Недопустимо добавлять такие овощи, как морковь и т. д., поскольку при этом получается капустняк, который иногда подают под тем же названием.
Квашницу, приготовленную из отвара рыбьих голов, едят в канун Рождества в Живецком районе, что типично для этого региона.
В польском городе Живец проводят фестиваль Квасницы.